# Jargon File
Jargon File — сетевой энциклопедический словарь хакерского сленга на английском языке. Содержит более 2300 словарных и обзорных статей по хакерскому сленгу и хакерской культуре. Все они являются общественным достоянием, поэтому материалы словаря можно свободно использовать и распространять.
Первым составителем словаря в 1975 году был Рафаэль Финкель. С 1990 года по настоящее время Jargon File поддерживается Эриком Рэймондом. Неоднозначность личности и взглядов Реймонда приводит некоторых к серьёзному недовольству его редакторской политикой в отношении Jargon File.